# الماي
المَاي مدينة بجزيرة جربة بالجنوب التونسي. تقع في معتمدية جربة ميدون، إحدى معتمديات جزيرة جربة الثلاثة، وهي تبعد 9 كم عن حومة السوق و11 كم عن ميدون.

## أعلام
- سليم بن حميدان

### مواضيع ذات علاقة
- جربة.
- معتمدية جربة ميدون.
- حومة السوق.
- ميدون.